# Nyland, Örnsköldsviks kommun
Nyland är en ort i Själevads socken i Örnsköldsviks kommun. 
Mellan 2005 och 2020 avgränsade SCB här en småort. Delar av småorten låg längs länsväg 335. 
Byn Nyland flyttades i slutet av 1800 och i början av 1900 ner i dalen, närmare den nya landsvägen. Tillsammans med flytten av husen, grävdes även matjorden upp för att läggas på de nya åkrarna.